# Гуска, Йованка
Йованка Гуска (англ. Jovanka Houska; род. 10 июня 1980, Лондон) — английская шахматистка, гроссмейстер среди женщин (2000), международный мастер (2005).
Девятикратная чемпионка Великобритании (2008—2012 и 2016—2019 годы).

## Биография
С 1988 по 2000 год неоднократно представляла Англию на юниорских чемпионатах Европы и мира. В 2000 году победила на юниорском чемпионате Европы среди девушек в возрастной группе U20. Завоевала также две бронзовые медали: в 1990 году на чемпионате мира среди девушек в возрастной группе U10 и в 1998 году на чемпионате Европы среди девушек в возрастной группе U18. Четыре раза первенствовала на женских чемпионатах Великобритании по шахматам (2008, 2009, 2010, 2011).
Лауреат многих международных шахматных турниров. В 1999 году поделила второе место на шахматном турнире в Клатови. В 2007 году вместе с Антоанетой Стефановой поделила первое место в женском зачёте на шахматном фестивале в Гибралтаре, а также поделила второе место с Лейлой Джавахишвили на турнире «MonRoi International Women’s Grand-Prix Final» в Монреале (победила Пиа Крамлинг). В 2008 году в Белграде вместе с Светланой Матвеевой поделила второе место на международном женском шахматном турнире. В 2009 году поделила второе место на международном шахматном турнире «London Chess Classic Open» в Лондоне. В ноябре 2021 года в Риге она заняла 43-е место на турнире «Большая женская швейцарка ФИДЕ».
Участвовала в женских чемпионатах мира по шахматам:
- в 2006 году в Екатеринбурге в первом туре победила Эльмиру Скрипченко, а во втором туре проиграла китайской шахматистке Цинь Каньин[3];
- в 2010 году в Антакье без игры вышла во второй тур, где проиграла Хампи Конеру[4].

Представляла Англию на крупнейших командных шахматных турнирах:
- в шахматных олимпиадах участвовала девять раз (1998—2010, 2014—2016);
- в командных чемпионатах Европы по шахматам участвовала восемь раз (2011—2015). В командном зачёте завоевала бронзовую (2001) медаль. В индивидуальном зачёте завоевала серебряную (2015) медаль.

Автор нескольких книг о полуоткрытых дебютах.

## Книги
- Jovanka Houska, «Play the Caro-Kann: A Complete Chess Opening Repertoire Against 1 e4», Everyman Chess, 2007, ISBN 1-85744-434-5
- Jovanka Houska, «Starting Out: The Scandinavian», Everyman Chess, 2009, ISBN 1-85744-582-1
- Jovanka Houska, «Dangerous Weapons: The Caro-Kann: Dazzle Your Opponents!», Everyman Chess, 2010, ISBN 1-85744-635-6

## Изменения рейтинга
| Графики недоступны из-за технических проблем. См. информацию на Фабрикаторе и на mediawiki.org. |